# تپه کوشک ایروه
تپه کوشک ایروه مربوط به مس سنگی - مفرغ است و در شهرستان خرم‌آباد، بخش پاپی، دهستان سپیددشت، چنوب روستای ایروه واقع شده و این اثر در تاریخ ۸ بهمن ۱۳۸۵ با شمارهٔ ثبت ۱۶۹۹۵ به‌عنوان یکی از آثار ملی ایران به ثبت رسیده است.